# Kateřina Bartoňová
Kateřina Bartoňová, née le 17 janvier 1990 à Pardubice, en Tchécoslovaquie, est une joueuse tchèque de basket-ball. Elle évolue au poste de meneur.